# 青森県道105号平賀停車場本町線
青森県道105号平賀停車場本町線（あおもりけんどう105ごう ひらかていしゃじょうもとまちせん）は、青森県平川市内を通る一般県道である。

## 概要
平川市本町の弘南鉄道弘南線平賀駅前から青森県道109号弘前平賀線に至る超短距離路線である。

### 路線データ
- 起点：平賀停車場[1]
- 終点：弘前平賀線交点（平川市本町）[1]

## 歴史
- 1961年（昭和36年）2月10日 - 県道に認定される[1]。

## 地理

### 交差する道路
- 青森県道205号町居平賀停車場線（起点）
- 青森県道109号弘前平賀線（平川市、終点）

### 沿線の施設など

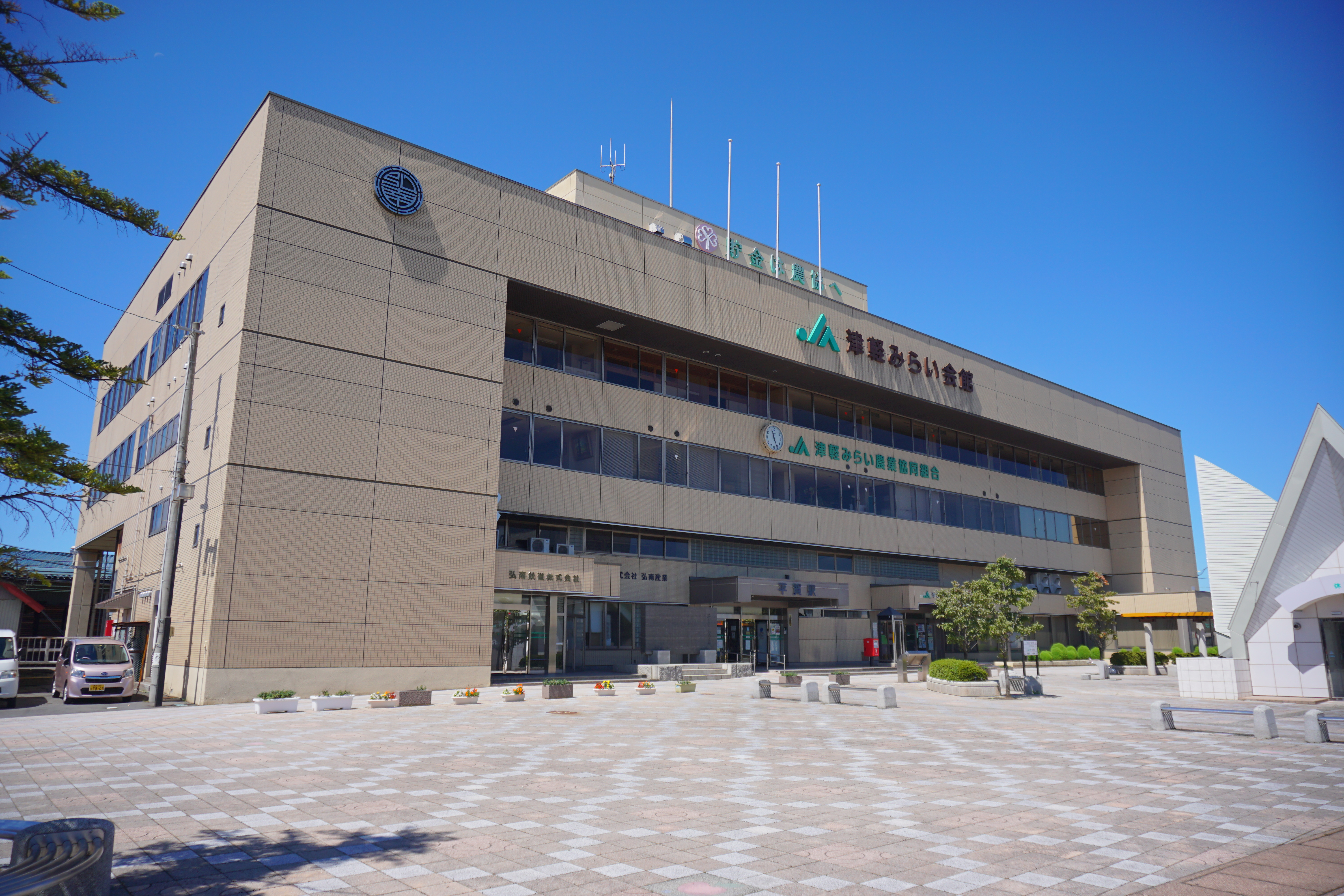
起点・平賀駅

- 弘南鉄道弘南線 平賀駅
- 弘南鉄道 本社
- 平賀郵便局
- 平川市役所